# Ut Omnes Unum Sint
„Ut Omnes Unum Sint“ или „Да бъдат всички едно“ е израз, произлизащ от стих в Библията – Евангелието от Йоан 17:21, който казва:
Да бъдат всички едно; както Ти, Отче, в Мен и Аз в Теб, така и те да бъдат в Нас (едно), за да повярва светът, че Ти си Ме пратил.

## История
Световноприложим двигателен принцип, основополагащо правило и закон, „Да бъдат всички едно“ е положил, полага и ще полага основите на общности, организации, институции, съюзи и обединения.
Практиката показва, че ако всеки се стреми към собственото си благо няма да се получи добър успех, което представя, че без единство няма добри резултати, което сочи че единството е задължително за постигане на желаните цели и намерения.
Фразата е правило на много общности, държавни и частни, духовни и светски. (може би не под същата синтактична подредба, но под същия смислов аналог.)
Фразата на английски (That they all may be one) е официалното мото на Църквата на Южна Индия. Обединена Църква на Христос има същия лозунг, с изключение на това, че е разменена подредбата на думите: „That they may all be one.“ Латинската версия, Ut Omnes Unum Sint, е мотото на Световната Студентска Християнска Федерация и YMCA.
Папа Йоан Павел II публикува енциклика под Вулгата (латинският превод на Библията, направен през IV в.) със заглавието Ut Unum Sint – Да бъдат едно.
Ut Omnes Unum Sint е честа тема за проповеди относно Библейското единство в църковните институции.

## Обяснение
В конкретния 21-ви стих на 17-а глава на Евангелието от Йоан, Исус поучава учениците Си в неотменния принцип единство като дава пример единството между Самия Него и Неговия Баща на небесата, което се вижда в стих 37-и и 38-и от 10-а глава на Йоан:
Йоан 10:
37. Ако не върша делата на Своя Отец, не Ми вярвайте;
38. но ако ги върша, макар и да не вярвате на Мен, вярвайте на делата, за да разберете и повярвате, че Отец е в Мен и Аз в Него.

## Произход

### Еврейски произход
למען יהיו כלם אחד – (lemaan yehio kulam echad)
אחד – Ехад – едно, цялостно, напълно, изцяло, общо, единица, цяло, обединен, единен, съвместен, задружен.
Единството се определя като състояние на неделима или непрекъсната пълнота или цялостност без недостатък. Единството свидетелства обединяването на части, елементи и дялове за формирането на ефективна цялост.

### Гръцки Произход
ἵνα πάντες ἐν ὦσιν – (ina panthes en osin) – за да може всички едно да бъдат

### Латински Произход
Ut omnes unum sint – Да бъдат едно всички.
Латинското unitatem (nom. Unitas) „единство, еднаквост, съгласие“ от unus „един“.

## Да Бъдеш Едно с Бог
Според Библията единството и мирът с Бога довеждат до единството в мир и любов с хората. Единството между човека и Бога се постига чрез двете най-важни заповеди, основа на цялото Божие Писание.

### Втз. 6: 5 Мат. 22: 37
„Да възлюбиш Господа твоя Бог с цялото си сърце, с цялата си душа и с всичкия си ум“
Еврейски
ואהבת את יהוה אלהיך בכל לבבך ובכל נפשך ובכל מאדך
ve’ahavta eth Adonai Eloheicha ve-chol levavcha u’ve-chol nafshecha u’ve-chol meodecha.
Да възлюбиш Господа твоя Бог с цялото си сърце и с цялата си душа и с всичката си сила/ум.
Гръцки
Ἀγαπησεις κυριον τον θεον σου εν ολη τη καρδια σου και εν ολη τη ψυχη σου και εν ολη τη διανοια σου
Agapeseis Kurion ton theon sou en ole kardia sou kai en ole te psuche sou kai en ole te dianoia sou –
Да възлюбиш Господа Бога твой с цялото сърце твое и с цялата душа твоя и с целия ум твой.
Латински
diliges Dominum Deum tuum ex toto corde tuo et ex tota anima tua et ex tota fortitudine(сила на духа) / mente (ум) tua

### Лев. 19: 18 Мат. 22: 39
„Да възлюбиш ближния си както себе си“
Еврейски
ואהבת לרעך כמוך
ve-ahavta le-re’acha kamocha –
Да възлюбиш ближния си както себе си
Гръцки
ἀγαπήσεις τὸν πλησίον σου ὡς σεαυτόν –
agapeseis ton plesion sou os seauton -
Да възлюбиш ближния твой както себе си
Латински
diliges amicum/proximum tuum sicut te ipsum

## За „Единството“ от Библията
1.	Йн. 17: 21. да бъдат всички едно; както Ти, Отче, си в Мен и Аз в Теб, така и те да бъдат в Нас (едно), за да повярва светът, че Ти си Ме пратил.
22. И славата, която Ти Ми даде, Аз дадох на тях; за да бъдат едно, както и Ние сме едно:
23. Аз в тях и Ти в Мен, за да бъдат съвършени в едно, за да познае светът, че Ти си Ме пратил и си ги възлюбил, както си възлюбил Мен.
2.	Йн. 17: 11. Не съм вече в света, а тези са в света, и Аз ида при Теб. Отче святи, опази ги в Името Си, което си Ми дал, за да бъдат едно, както сме и Ние.
3.	Йн. 11: 49. А един от тях, Каяфа, който беше първосвещеник през тази година, им каза: Вие нищо не знаете,
50. нито съобразявате, че за нас е по-добре един човек да умре за народа, отколкото да загине целият народ.
51. Това той не каза от себе си, а тъй като беше първосвещеник през онази година, предсказа, че Иисус ще умре за народа,
52. и не само за народа, но и за да събере в едно разпръснатите Божии деца.
4.	Еф. 4: 11. И Той даде едни да бъдат апостоли, други – пророци, други – благовестители, а други – пастири и учители
12. с цел да се усъвършенстват светиите за делото на служението, за изграждането на Христовото тяло,
13. докато ние всички достигнем в единството на вярата и на познаването на Божия Син, в пълнолетно мъжество, в мярката на ръста на Христовата пълнота,
14. за да не бъдем вече деца, блъскани и завличани от всеки вятър на някое учение, по човешка измама, в лукавство, по хитро измислени заблуди,
15. а като сме истинни в любов, да пораснем по всичко към Него, който е главата, Христос,
16. от когото цялото тяло, сглобено и свързано чрез службата на всяка става, според съразмерното действие на всяка една част, изработва растежа на тялото за неговото изграждане в любовта.
5.	Пс. 133: 1.Ето, колко е добро и колко е приятно да живеят братя в единомислие!
6.	Екл. 4: 9. Двама са по-добре отколкото един, понеже те имат добра награда за труда си.
7.	Ер. 32: 39. И ще им дам едно сърце и един път, за да се боят винаги от Мен, за тяхно добро и за добро на синовете им след тях.
8.	Ез. 11: 19. И ще им дам едно сърце и ще вложа вътре във вас нов дух. И ще отнема каменното сърце от плътта им и ще им дам сърце от плът,
20. за да ходят в наредбите Ми и да пазят правилата Ми, и да ги вършат. И те ще Ми бъдат народ и Аз ще им бъда Бог.
9.	Зах. 14: 9. И ГОСПОД ще бъде Цар над цялата земя; в онзи ден ГОСПОД ще бъде един и Името Му едно.
10. Мат. 12: 25. А Иисус, като знаеше техните мисли, им каза: Всяко царство, разделено само против себе си, запустява; и нито един град или дом, разделен сам против себе си, няма да устои.
11. Деян. 4: 32. А множеството на повярвалите имаше едно сърце и една душа и нито един от тях не казваше, че нещо от имота му е негово, а всичко им беше общо.
12. Римл. 12: 4. Защото, както имаме много части в едно тяло, но не всички части имат една и съща служба,
5. така и ние, мнозината, сме едно тяло в Христос и поотделно – части един на друг.
13. 1 Кор. 1: 10. Сега аз ви умолявам, братя, чрез Името на нашия Господ Иисус Христос, всички да говорите в съгласие и да няма разцепления между вас, а да бъдете съединени в един и същ ум и в едно и също мнение.
14. 1 Кор. 3: 8. И така, този, който сади, и този, който напоява, са едно, но всеки ще получи своя собствена награда според своя собствен труд.
15. 1 Кор. 12: 12. Защото, както тялото е едно и има много части, но всичките части на тялото, ако и да са много, пак са едно тяло, така е и Христос.
13. Защото всички ние – било юдеи или гърци, било роби или свободни – бяхме кръстени в един Дух, за да съставляваме едно тяло, и всички с един Дух бяхме напоени.
14. Защото тялото не е една част, а много.
15. Ако каже кракът: Понеже не съм ръка, не съм от тялото, това прави ли го да не е от тялото?
16. И ако каже ухото: Понеже не съм око, не съм от тялото, това прави ли го да не е от тялото?
17. Ако цялото тяло беше око, къде щеше да е слухът? Ако цялото беше слух, къде щеше да е обонянието?
18. Но сега Бог е поставил частите – всяка една от тях – в тялото, както е искал.
19. Но ако всичко беше една част, къде щеше да е тялото?
20. А сега наистина частите са много, а тялото – едно.
16. Кол. 3: 15. И нека в сърцата ви царува Божият мир, за който и бяхте призовани в едно тяло; и бъдете благодарни.
17. Еф. 4: 1. И така, аз, затворникът в Господа, ви моля да живеете достойно за званието, на което бяхте призовани,
2. със съвършено смирение и кротост, и дълготърпение, като си претърпявате един на друг с любов
3. и се стараете да запазите единството на Духа във връзката на мира.
18. 2 Кор 13: 11. Най-накрая, братя, радвайте се, усъвършенствайте се, утешавайте се, бъдете единомислени, живейте в мир; и Бог на любовта и на мира ще бъде с вас.
Думите в курсив не присъстват в оригинала.

## За „Единството“ от философите
„Онзи, който прави добро на другите, прави добро на себе си със самия акт на извършването на доброто, тъй като съзнанието за извършеното добро е най-висша награда за човека.“ Сенека, Луций
Една дума ни освобождава от цялото бреме и болка в живота: Любов се казва тя. Софокъл
Ubi concordia, ibi victoria – Където е съгласието, там е и победата. – Сир, Публий
Vivamus... atque amemus. – Да живеем... и да се обичаме. Катул, Гай
Unus pro omnibus, omnes pro uno – Един за всички, всички за един.
Мотото на Тримата Мускетари на Александър Дюма, както и традиционният девиз на Швейцария.
In necessariis unitas – При необходимост – единение
In dubiis libertas – При съмнение – свобода
In omnibus caritas – Във всичко – любов.
Августин, Аврелий
Единството според Константин Философ
„Като видя характера и стремежите на Константина, логогетът му отвори вратите на своя дом и му даде достъп и в царския палат. Един път той го запита: „Философе, искал бих да зная, що е философия ?“ А Константин му отговори веднага: „Да познаеш земните и небесните неща и да се приближиш до Бога чрез своите дела, стремейки се да станеш едно с Този, Който ни е създал по Свой образ и подобие“ Оттогава логогетът, този толкова високопоставен и почитан мъж, го обикна още повече и постоянно се съветваше с него за всичко. (Защото) Константин му изложи философското учение като му изказва с малки думи голяма мъдрост.
Панонски Легенди Книгоиздателство „Братство“ Стр.10

## Обединяване Примери България
Съединението на България е актът на фактическо обединение на Княжество България и Източна Румелия през есента на 1885 (6 септември) 